# Joseph Salerno
Joseph T. Salerno (...) è un economista statunitense, esponente della scuola austriaca, nonché filosofo politico anarco-capitalista.

## Infanzia
In un saggio autobiografico, Salerno descrisse i suoi genitori come "la prima generazione di italo-americani".

## Educazione
La passione per l'economia di Salerno nacque quando frequentava la scuola superiore, ovvero quando lesse Conscience of a Conservative di Barry Goldwater e le opere più importanti di Ayn Rand, Anthem e Atlas Shrugged. Nel 1968 Salerno iniziò la frequentazione al Boston College e contemporaneamente iniziò a leggere scritti ed opere di Murray N. Rothbard, scritti che lo convertirono a quella che Salerno definisce "la posizione pura libertaria...l'anarco-capitalismo". Questa esperienza viene spesso citata dallo stesso Salerno come il vero inizio del suo interesse per la scuola austriaca.
Dopo aver terminato, nel 1972, gli studi al Boston College, si iscrisse al programma di economia alla Rutgers University, dove ottenne il M.A. nel 1976 e il Ph.D. nel 1980. Salerno ha fatto parte del gruppo di economisti che, nel giugno 1974, assistettero alla conferenza sull'economia austriaca a South Royalton, Vermont.

## Carriera
Salerno è professore di economia alla Pace University, di cui è anche segretario del programma di economia. È anche membro storico del Ludwig von Mises Institute ed è stato editore de Quarterly Journal of Austrian Economics. Scrisse la prefazione delle edizioni 2002 e 2005 di A History of Money and Banking in the United States di Murray N. Rothbard.
Ha scritto diversi articoli, in cui tratta soprattutto temi quali:
- Politica e teoria monetaria
- Sistema bancario
- Comparazione di sistemi economici
- Storia del pensiero economico
- Analisi macroeconomiche

I suoi scritti sulla storia del pensiero economico sono stati spesso citati da altri economisti, quali Peter Boettke, Israel Kirzner e altri.

### Elogio a Hans Sennholz
Salerno ha speso parole di elogio per molti economisti austriaci, in particolare per l'allievo di Ludwig von Mises, Hans Sennholz: